# آسیاب‌دندان
آسیاب‌دندان (نام علمی: Mylodon) نام یک سرده از راسته کرک‌دارسانان است.